# Airbrush
Airbrush je majhna, zelo natančna brizgalna pištola za nanašanje barve. 

## Zgodovina
Airbrush je leta 1879 izumil Abner Peeler iz Iowe, ZDA. Prvi airbrush je uporabljal ročno upravljani kompresor, iznajditelj pa ga je patentiral kot »naprava za nanašanje akvarelov ali za druge umetniške namene«. Vseeno pa je preteklo še kar nekaj let, preden so to nedodelano napravo izpopolnili do praktične uporabnosti. Prve take »uporabne« airbrushe je prodajalo podjetje Liberty Walkup. Prvi moderni airbrush je leta 1893 predstavilo podjetje Thayer and Chandler na Columbian exhibition sejmu v Chichagu, izumitelj katerega je bil Charles Burdick. Ta naprava je bila videti kot pero in je delovala bistveno drugače kot Peelerjev airbrush, v osnovi je bila enaka kot današnji airbrushi.

## Delovanje
Airbrush deluje tako s hitrim potiskanjem zraka skozi Venturijevo cev, ki povzroči zmanjšanje pritiska in s tem vsesavanje barve iz rezervoarja pri normalnem zračnem pritisku. Barvo zmešana z zrakom in jo potisne skozi zelo fin razpršilnik, ki jo razprši v zelo drobne kapljice. Barvo razprši na papir ali kak drug material. 
Obstajajo tri različice mahanizmov za nadzor mešanice zraka in barve. Pri preprostejšem mehanizmu je možno kotrolirati zgolj dovod izpuščenega zraka, pri drugem bolj izpopolnjenem mehanizmu je možno z enim sprožilcem sočasno nadzorovati tako dovod izpuščenega zraka, kot tudi dovod izpuščene barve. Tretja različica airbrusha je tako imenovani Turbo Airbrush izdelek podjetja Paasche, le-ta ima poleg nadzora zraka in barve tudi mehanizem, ki s pomočjo zraka z relativno visoko frekvenco premika koničasto iglo naprej in nazaj kar omogoča najnatančnejši nanos barv in izris zelo tankih linij. 
Uporabnik nadzoruje količino barve z regulacijskim sprožilcem, ki z zelo fino koničasto iglo bolj ali manj odpira razpršilnik. Ta natančna stopnja kontrole omogoča uporabniku, da lahko zvezno nanaša različne količine barve na površino, pri čemer lahko ustvari zvezne barvne prehode.

## Uporaba airbrusha
V času od izuma airbrusha so se razvile različne tehnike uporabe tega orodja. Osnoven način uporabe airbrusha omogoča stik več barv brez jasnih robov, ena barva se počasi preliva v drugo. Slike dajejo občutek plavanja nad podlago in so brez jasnih mej med barvami, tudi med vrhnjimi in spodnjimi plastmi. Zato se je to orodje uveljavilo na različnih področjih.
Za ostre robove se uporabljajo maske, ki so najpogosteje iz tanke samolepilne prozorne folije, ki se jo izrezuje s skalpelom. Za maskiranje se uporabljajo tudi elastične sestavine, ki se jih nanaša s čopičem in se na zraku posušijo.
Možna je uporaba barv z različnimi kemičnimi sestavinami. Najpogosteje se uporabljajo akrilne, tinta, gvaš, vodne in tudi oljne barve.

### Airbrush za retuširanje fotografij
Prvotno je bila najpogostejša uporaba airbrusha v fotografski industriji. Z airbushom so v pred-digitalni dobi spreminjali in popravljali fotografije. V zelo spretnih rokah je ta metoda omogočala tudi ponarejanje fotografij. Tega so se še posebej radi posluževali v Stalinovem režimu, kjer so velikokrat iz fotografij popolnoma izbrisali tudi ljudi (in jih s tem izbrisali iz zgodovine). 

### Airbrush v ilustraciji
Airbrush je bil in je pri nekaterih umetnikih še vedno zelo priljubljeno orodje za izdelavo ilustracij, vendar je s prihodom računalniških grafičnih programov airbrush izgubil svoje prejšnje pomembno mesto na tem področju. Uporaba airbrusha v ilustraciji se je najbolj razvila v 1970-ih in 1980. letih. Redki filmski plakati niso bili ustvarjeni s to tehniko. Predvsem na Japonskem je v tem obdobju nastalo mnogo odličnih umetnikov med katerimi je prav gotovo največji mojster airbrusha Hajime Sorayama.

### Airbrush v industriji
Airbrush se je predvsem v preteklosti uporabljal v različnih vejah industrije, vendar ga še dandanes ponekod uporabljajo v tekstilni, keramični, steklarski in celo avtomobilski industriji.

## Uporaba airbrusha v današnjem času
Kot rečeno je računalnik skoraj v celoti izpodrinil airbrush, vendar ga popolnoma verjetno ne bo nikoli, kot ne bo npr. čopiča. Pri raznoraznih rokodelcih bo še naprej ostal nepogrešljivo orodje. Motorje znamke Harley-Davidson bodo še naprej krasile umetnine, ustvarjene s pomočjo airbrusha. Tudi v modelarstvu bo  airbrush prav gotovo preživel. Rolkarjem pa bo še naprej omogočal, da bodo imeli na svojih rolkah upodobljen svoj priljubljen lik ali logotip.

## Proizvajalci
Največ airbrushov se dandanes proizvede na Japonskem, ena najpopularnejših znamk je Iwata. Ostali pomembni prizvajalci airbrushov so: Badger, Paasche, Thayer Chandler in Aztec.

## Brizgalne pištole
Iznajdba airbrusha je privedla do razvoja večje brizgalne pištole, ki se dandanes uporablja za barvanje večjih površin (še posebej v avtomobilski industriji). Airbrush so za poslikavo avtomobilov začeli uporabljati v štiridesetih, predvsem za poslikavo »hot rodov«.